# Восканян, Арам Гайкович
Ара́м Га́йкович Восканя́н (арм. Արամ Հայկի Ոսկանյան; род. 26 августа 1975, Севан) — армянский футболист, нападающий; тренер.

## Клубная карьера
Свой профессиональный путь Восканян начал со столичного региона, в котором числилась «Малатия». Клуб был скромным по советским меркам и выступал в зоне 2 второй лиги. С «Малатией» Восканян вошёл в независимый чемпионат Армении, где команда выступала уже в новообразованной Высшей лиге под руководством Эдуарда Маркарова. Маркаров стал для Восканяна первым тренером в большом футболе. Отыграв два сезона, клуб опустился в первую лигу, и Восканян вынужден был искать новый клуб. Переход состоялся в абовянский «Бананц». В следующем сезоне он надел майку гранда армянского футбола — «Арарата», за который выступал 4 сезона. В 1999 году его купил петербургский «Локомотив», игравший в то время в первом дивизионе России. После того как команда заняла место в зоне вылета, перешёл в калининградскую «Балтику». Но и здесь команда тяготела к вылету. В 2003 вернулся в Армению и заключил контракт с «Микой» на один сезон. Следующий сезон Арам играл уже в казахстанском чемпионате за петропавловский клуб «Есиль-Богатырь». За 5 сезонов в 130 матчах забил 37 мячей. 1 октября 2008 года «Мика» заключила контракт с Восканяном. В 2009 году забил 10 мячей — это второй показатель в клубе.
Отыграв два сезона в аштаракском клубе, в марте 2010 года подписал контракт с ташкентским «Локомотивом», за который в первой же игре оформляет дубль. Следующий матч состоялся уже в розыгрыше Кубка Узбекистана, где «Локомотив» встречался с клубом «Динамо-Галлакор». Итоговый счёт матча 7:0 в пользу железнодорожников. Восканян на свой счёт записал 3 гола. В летнее трансферное окно возвращается в «Мику», которая в преддверии Лиги Европы нуждалась в усилении состава. В середине чемпионата 2011 во время тренерских изменений в клубе завершил карьеру игрока и вошёл в тренерский штаб клуба.

## Карьера в сборной
За главную команду страны Арам провёл 11 матчей. Вызов в национальную команду получил в период выступлений за казахстанский клуб. Первый матч провёл 17 ноября 2004 года в матче отборочного цикла на Чемпионат мира по футболу 2006 против сборной Румынии — 1:1

## Тренерская карьера
С марта 2011 по июнь 2013 года работал тренером в «Мике». С июля 2013 по июнь 2015 года — главный тренер «Мики». С июля по октябрь 2015 года — главный тренер клуба «Бананц». С октября 2015 по декабрь 2016 года — ассистент главного тренера «Бананца».
8 декабря 2015 года был назначен главным тренером сборной Армении до 19 лет, которую тренировал в течение 2016 года.
Возглавлял также «Алашкерт» (с 22 декабря 2016 по 1 марта 2017), «Бананц» (27 августа 2017 — 11 августа 2018) и снова «Алашкерт» (25 сентября 2018 — 14 апреля 2019).
С 20 февраля 2020 по 13 декабря 2021 — года главный тренер казахстанского клуба «Атырау». В 2022 году работал главным тренером в «Алашкерте» и «Арарате».

## Достижения
«Арарат» (Ереван)
- Чемпион Армении: 1995
- Серебряный призёр чемпионата Армении: 1996/97
- Обладатель Кубка Армении: 1996/97
- Финалист Суперкубка Армении: 1998
- «Пюник»
- Чемпион Армении: 2001

«Мика»
- Серебряный призёр чемпионата Армении: 2009
- Обладатель Кубка Армении: 2003, 2011